# Errouville
 Errouville  es una comuna y población de Francia, en la región de Champaña-Ardenas, departamento de Meurthe y Mosela, en el distrito de Briey y cantón de Audun-le-Roman.
Su población en el censo de 1999 era de 725 habitantes.
Está integrada en la Communauté de communes du Pays Audunois .

## Demografía
| 1062 | 1117 | 934 | 907 | 793 | 725 |
| Para los censos de 1962 a 1999 la población legal corresponde a la población sin duplicidades (Fuente: INSEE [Consultar]) |      |     |     |     |     |